# Fisher Cube

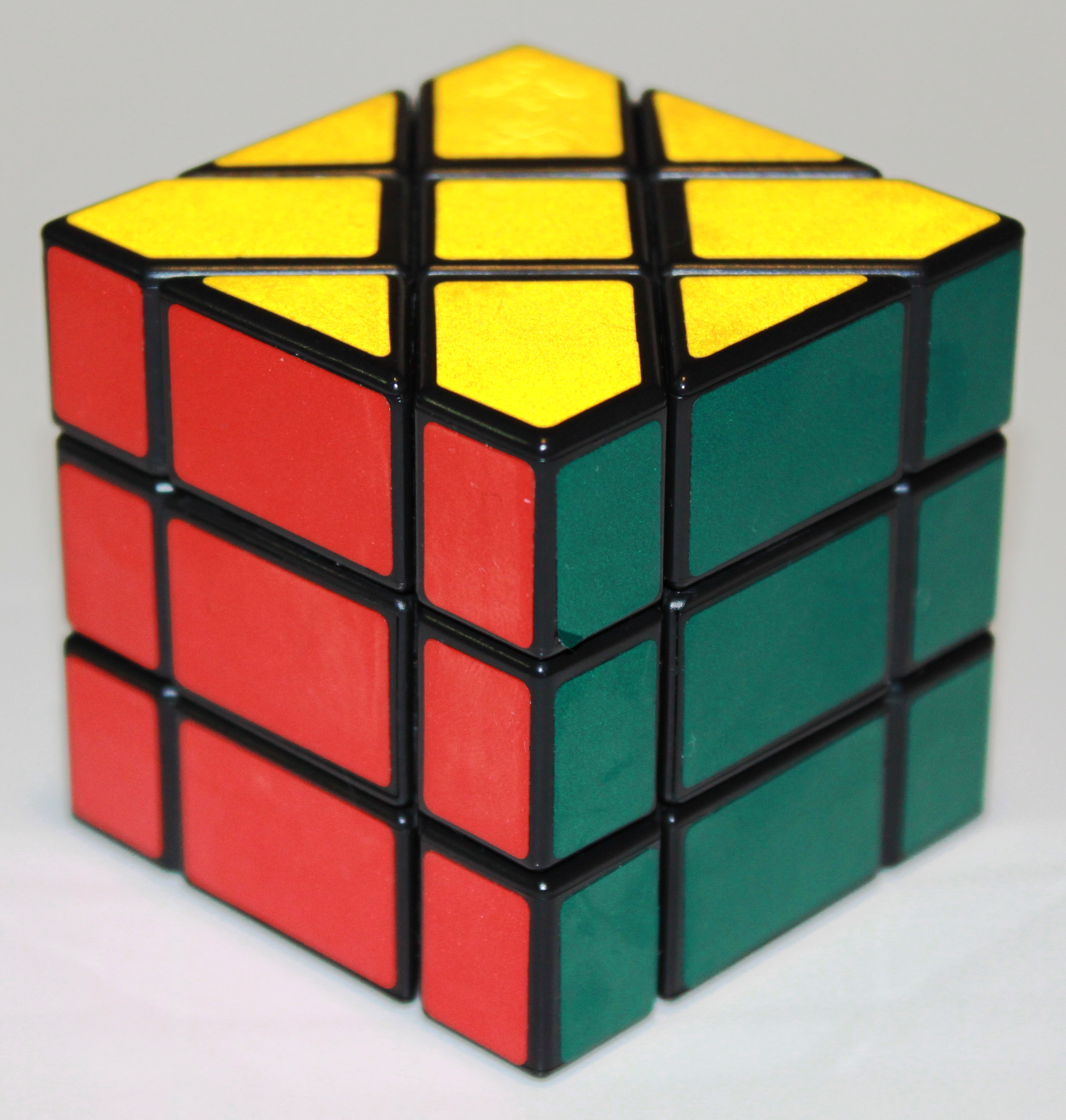
Fisher Cube in Grundstellung

Der Fisher Cube ist ein dem klassischen Rubik’s Cube nachempfundenes Drehpuzzle, das Mitte der 1980er Jahre vom Puzzle-Designer Tony Fisher entwickelt und nach ihm benannt wurde. Als eine der ersten Varianten des 3×3-Zauberwürfels gilt der Fisher Cube damit als Urvater aller 3×3-Würfel-Formabwandlungen. Das Ziel des Puzzles ist es, ähnlich wie bei dem normalen Zauberwürfel, alle Teile des Puzzles durch geschicktes Drehen an ihre ursprünglichen Positionen zu bringen. Hat das Puzzle wieder seine Würfelform erreicht und ist auf jeder Fläche nur eine Farbe sichtbar, ist der Fisher-Cube gelöst.

## Aufbau und Erscheinung

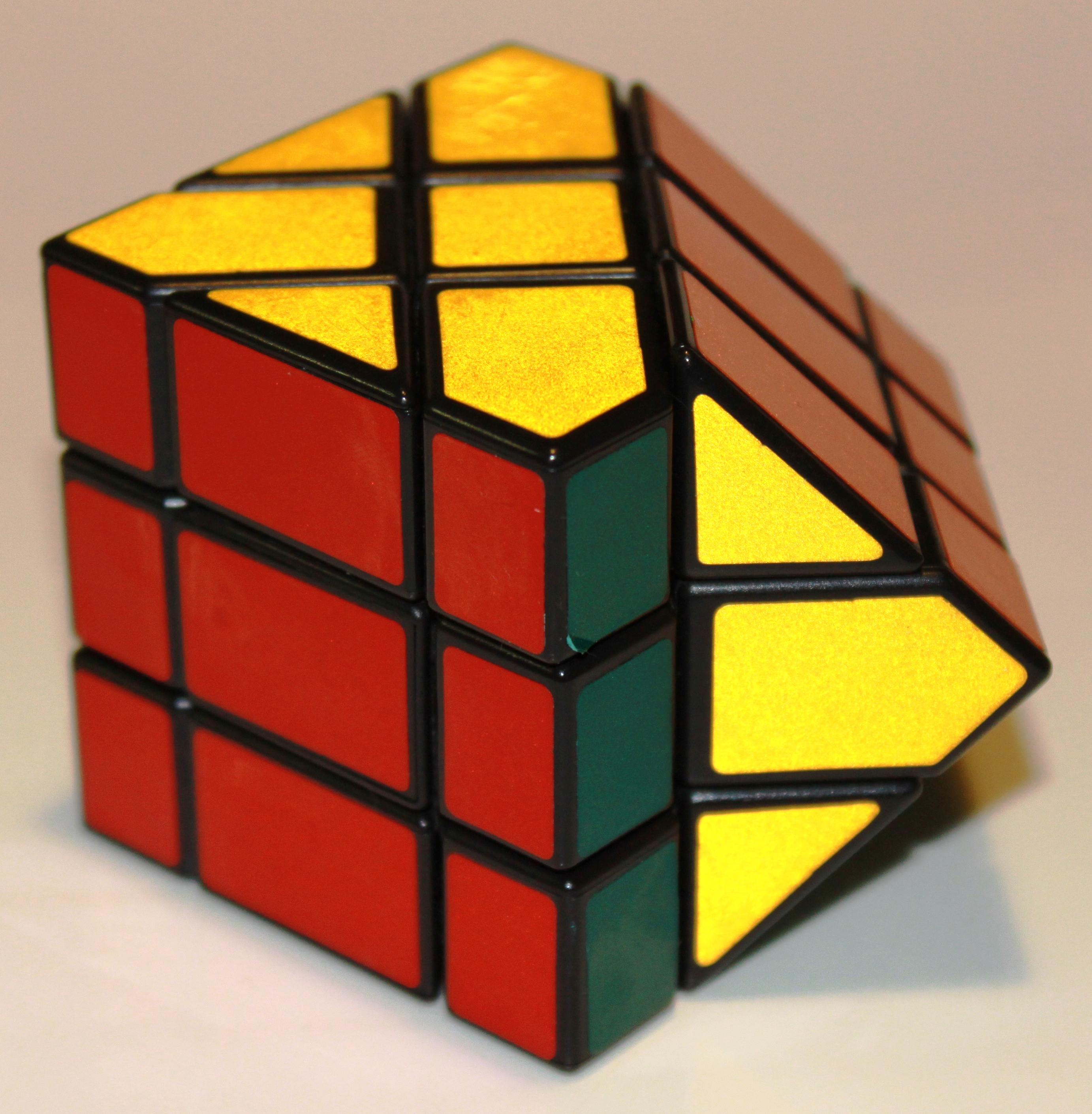
Fisher Cube nach einer Drehung

Im gelösten Zustand hat der Fisher Cube die Form eines Würfels, außerdem hat jede Fläche des Würfels eine eigene Farbe; verdreht man den Würfel jedoch, dann nehmen die Teile eine andere Drehposition ein und damit wird die Würfelform zerstört. Stattdessen stehen oft einzelne Teile etwas aus der Oberfläche des Würfels hervor, sodass er eine nicht definierbare Mischform annimmt. Natürlich werden beim Mischen auch die einfarbigen Seiten zerstört und der Würfel wirkt bunt. Achtet man auf die einzelnen Teile, fällt auf, dass der Würfel aus 3×3×3 Teilen besteht, die wie die Teile des normalen Zauberwürfels angeordnet sind. Dennoch haben beim Fisher Cube auch Teile mit derselben Funktion, beispielsweise Kantenteile, unterschiedliche Formen. Das resultiert daraus, dass die Drehachse wie die eines normalen Zauberwürfels ist, allerdings um 45 Grad gedreht.

## Lösungsstrategie
Die Lösungsmethode lässt sich von der eines klassischen Zauberwürfels einfach herleiten, da der Fisher Cube denselben Aufbau besitzt; dennoch müssen dabei einige Sonderfälle beachtet werden, die beim klassischen Würfel nicht auftreten. Beispielsweise muss beim Fisher Cube auf die Orientierung der Mittel-Steine geachtet werden, während diese normalerweise unerheblich ist.
Daher ist der Würfel etwas schwieriger als ein 3×3-Zauberwürfel zu lösen.

## Rekorde
Für den Fisher Cube werden keine offiziellen Meisterschaften der World Cube Association veranstaltet. Deshalb gibt es auch keine offiziellen Rekorde. Der inoffizielle Weltrekord liegt bei 14,05 Sekunden und wurde von Sebastian Häfner aufgestellt.